# Ballspielverein Borussia 09 Dortmund 2011-2012
Questa pagina raccoglie i dati riguardanti il Ballspielverein Borussia 09 Dortmund nelle competizioni ufficiali della stagione 2011-2012.

## Stagione
La stagione 2011-2012 del Borussia si apre con la sconfitta in DFL-Supercup, per mano dello Schalke 04. La squadra di Gelsenkirchen vince il trofeo ai rigori, dopo che in 120' il risultato non era stato sbloccato. Gli "schwarzgelben" si riconfermano in Bundesliga, vincendo il campionato per il secondo anno consecutivo; determinante è l'imbattibilità mantenuta dalla 7ª giornata sino al termine, che permette di chiudere in testa con un margine di otto punti sul Bayern Monaco. La squadra di Jürgen Klopp si aggiudica anche la DFB-Pokal, superando in finale i bavaresi per 5-2. Nei turni precedenti non aveva subìto reti (mantenendo la propria porta inviolata per 510'). In Champions League (cui partecipa in veste di campione di Germania), non supera la fase a gironi. Ottiene quattro punti (una vittoria e un pareggio, a fronte di quattro sconfitte) in un gruppo dove sono inserite Arsenal, Olympique Marsiglia e Olympiacos.

## Maglie e sponsor
| Casa Maglia | Casa UEFA CL | Casa "Revierderby" | Trasferta Maglia | Terza Maglia |

## Rosa
| N. |                     | Ruolo | Calciatore           |
| -- | ------------------- | ----- | -------------------- |
| 1  | Germania (bandiera) | P     | Roman Weidenfeller   |
| 2  | Germania (bandiera) | D     | Julian Koch          |
| 4  | Serbia (bandiera)   | D     | Neven Subotić        |
| 5  | Germania (bandiera) | C     | Sebastian Kehl       |
| 6  | Germania (bandiera) | C     | Florian Kringe       |
| 7  | Germania (bandiera) | C     | Moritz Leitner       |
| 8  | Brasile (bandiera)  | C     | Antônio da Silva     |
| 9  | Polonia (bandiera)  | A     | Robert Lewandowski   |
| 11 | Germania (bandiera) | C     | Mario Götze          |
| 14 | Croazia (bandiera)  | C     | Ivan Perišić         |
| 15 | Germania (bandiera) | D     | Mats Hummels         |
| 16 | Polonia (bandiera)  | C     | Jakub Błaszczykowski |
| 18 | Paraguay (bandiera) | A     | Lucas Barrios        |
| 19 | Germania (bandiera) | D     | Kevin Großkreutz     |

| N. |                      | Ruolo | Calciatore        |
| -- | -------------------- | ----- | ----------------- |
| 20 | Australia (bandiera) | P     | Mitchell Langerak |
| 21 | Germania (bandiera)  | C     | İlkay Gündoğan    |
| 22 | Germania (bandiera)  | C     | Sven Bender       |
| 23 | Giappone (bandiera)  | A     | Shinji Kagawa     |
| 24 | Germania (bandiera)  | C     | Chris Löwe        |
| 25 | Germania (bandiera)  | D     | Patrick Owomoyela |
| 26 | Polonia (bandiera)   | D     | Łukasz Piszczek   |
| 27 | Brasile (bandiera)   | D     | Felipe Santana    |
| 29 | Germania (bandiera)  | D     | Marcel Schmelzer  |
| 30 | Germania (bandiera)  | P     | Zlatan Alomerović |
| 31 | Germania (bandiera)  | C     | Marvin Bakalorz   |
| 33 | Germania (bandiera)  | D     | Koray Günter      |
| 36 | Germania (bandiera)  | C     | Mario Vrančić     |
| 41 | Germania (bandiera)  | P     | Johannes Focher   |

## Calciomercato

### Sessione estiva(dall'1/7 al 31/8)
| Acquisti | Acquisti       | Acquisti      | Acquisti                   |
| R.       | Nome           | da            | Modalità                   |
| -------- | -------------- | ------------- | -------------------------- |
| D        | Chris Löwe     | Chemnitz      | definitivo (200 000 €)     |
| D        | Julian Koch    | Duisburg      | fine prestito              |
| C        | Moritz Leitner | Augusta       | fine prestito              |
| C        | Ivan Perišić   | Club Bruges   | definitivo (5,5 milioni €) |
| C        | İlkay Gündoğan | Norimberga    | definitivo (5,5 milioni €) |
| C        | Mustafa Amini  | C.C. Mariners | definitivo (300 000 €)     |

| Cessioni | Cessioni          | Cessioni             | Cessioni                  |
| R.       | Nome              | a                    | Modalità                  |
| -------- | ----------------- | -------------------- | ------------------------- |
| D        | Dedê              | Eskişehirspor        | svincolato                |
| D        | Lasse Sobiech     | St. Pauli            | prestito (100 000 €)      |
| C        | Mustafa Amini     | C.C. Mariners        | prestito gratuito         |
| C        | Nuri Şahin        | Real Madrid          | definitivo (10 milioni €) |
| C        | Tamás Hajnal      | Stoccarda            | definitivo (1 milioni €)  |
| C        | Markus Feulner    | Norimberga           | definitivo (150 000 €)    |
| A        | Dimităr Rangelov  | Energie Cottbus      | prestito (200 000 €)      |
| A        | Daniel Ginczek    | Bochum               | prestito (100 000 €)      |
| A        | Marco Stiepermann | Alemannia Aquisgrana | prestito (100 000 €)      |

### Sessione invernale(dal 3/1 al 31/1)
| Acquisti | Acquisti | Acquisti | Acquisti |
| R.       | Nome     | da       | Modalità |
| -------- | -------- | -------- | -------- |

| Cessioni | Cessioni         | Cessioni      | Cessioni               |
| R.       | Nome             | a             | Modalità               |
| -------- | ---------------- | ------------- | ---------------------- |
| D        | Marc Hornschuh   | Ingolstadt 04 | prestito (90 000 €)    |
| A        | Damien Le Tallec | Nantes        | svincolato             |
| A        | Mohamed Zidan    | Magonza       | definitivo (400 000 €) |

## Risultati

### Bundesliga

#### Girone di andata
| Arbitro: | Brych (Monaco di Baviera) |

|                               |           |            |
| Großkreutz 17’, 48’ Götze 29’ | Marcatori | 79’ Tesche |

| Arbitro: | Aytekin (Oberasbach) |

|              |           |  |
| Salihović 9’ | Marcatori |  |

| Arbitro: | Zwayer (Berlino) |

|                                |           |  |
| Lewandowski 50’ Großkreutz 80’ | Marcatori |  |

| Leverkusen 27 agosto 2011, ore 18:30 CEST 4ª giornata | Bayer Leverkusen  | 0 – 0 referto | Borussia Dortmund | BayArena (30 210 spett.)\| Arbitro: \| Stark (Ergolding) \| |
| Arbitro:                                              | Stark (Ergolding) |               |                   |                                                             |

| Arbitro: | Fritz (Korb) |

|                 |           |                          |
| Lewandowski 88’ | Marcatori | 49’ Raffael 81’ Niemeyer |

| Arbitro: | Gagelmann (Brema) |

|                      |           |            |
| Haggui 87’ Konan 89’ | Marcatori | 63’ Kagawa |

| Arbitro: | Weiner (Giesen) |

|            |           |                          |
| Müller 32’ | Marcatori | 63’ Perišić 90’ Piszczek |

| Arbitro: | Rafati (Hannover) |

|                                     |           |  |
| Lewandowski 30’, 44’, 78’ Götze 75’ | Marcatori |  |

| Arbitro: | Meyer (Burgdorf) |

|  |           |                           |
|  | Marcatori | 42’ Perišić 71’ Owomoyela |

| Arbitro: | Brych (Monaco di Baviera) |

|                                                       |           |  |
| Kagawa 7’ Schmelzer 25’ Lewandowski 44’, 50’ Kehl 66’ | Marcatori |  |

| Arbitro: | Gräfe (Berlino) |

|           |           |              |
| Taşçı 22’ | Marcatori | 45’ Piszczek |

| Arbitro: | Drees (Münster-Sarmsheim) |

|                                                      |           |          |
| Götze 12’, 78’ Kagawa 45’ Bender 61’ Lewandowski 66’ | Marcatori | 59’ Hleb |

| Arbitro: | Gagelmann (Brema) |

|  |           |           |
|  | Marcatori | 64’ Götze |

| Arbitro: | Meyer (Burgdorf) |

|                             |           |  |
| Lewandowski 16’ Santana 61’ | Marcatori |  |

| Arbitro: | Zwayer (Berlino) |

|           |           |                 |
| Hanke 72’ | Marcatori | 40’ Lewandowski |

| Arbitro: | Aytekin (Oberasbach) |

|            |           |           |
| Kagawa 27’ | Marcatori | 60’ Şahan |

| Arbitro: | Perl (Pullach im Isartal) |

|               |           |                                                 |
| Rosenthal 34’ | Marcatori | 7’, 70’ Lewandowski 44’ Gündoğan 59’ Großkreutz |

#### Girone di ritorno
| Arbitro: | Stark (Ergolding) |

|              |           |                                                                    |
| Guerrero 86’ | Marcatori | 16’ Großkreutz 37’, 83’ Lewandowski 58’, 76’ (rig.) Błaszczykowski |

| Arbitro: | Kircher (Rottenburg) |

|                                |           |             |
| Kagawa 16’, 55’ Großkreutz 31’ | Marcatori | 63’ Johnson |

| Arbitro: | Meyer (Burgdorf) |

|  |           |                      |
|  | Marcatori | 48’ Kehl 82’ Barrios |

| Arbitro: | Perl (Pullach im Isartal) |

|            |           |  |
| Kagawa 45’ | Marcatori |  |

| Arbitro: | Fritz (Korb) |

|  |           |                |
|  | Marcatori | 66’ Großkreutz |

| Arbitro: | Gräfe (Berlino) |

|                                  |           |           |
| Lewandowski 27’, 54’ Perišić 90’ | Marcatori | 60’ Konan |

| Arbitro: | Gagelmann (Brema) |

|                               |           |           |
| Błaszczykowski 26’ Kagawa 77’ | Marcatori | 74’ Zidan |

| Augusta 10 marzo 2012, ore 18:30 CET 25ª giornata | Augusta              | 0 – 0 referto | Borussia Dortmund | SGL Arena (30 660 spett.)\| Arbitro: \| Kircher (Rottenburg) \| |
| Arbitro:                                          | Kircher (Rottenburg) |               |                   |                                                                 |

| Arbitro: | Aytekin (Oberasbach) |

|           |           |  |
| Kagawa 8’ | Marcatori |  |

| Arbitro: | Zwayer (Berlino) |

|               |           |                                                                       |
| Novakovič 13’ | Marcatori | 26’ Piszczek 47’, 80’ Kagawa 52’ Lewandowski 78’ Gündoğan 84’ Perišić |

| Arbitro: | Weiner (Giesen) |

|                                                       |           |                                            |
| Kagawa 33’ Błaszczykowski 49’ Hummels 82’ Perišić 87’ | Marcatori | 71’ Ibišević 77’, 79’ Schieber 90’ Gentner |

| Arbitro: | Dingert (Lebecksmühle) |

|               |           |                                   |
| Mandžukić 61’ | Marcatori | 22’, 90’ Lewandowski 49’ Gündoğan |

| Arbitro: | Kircher (Rottenburg) |

|                 |           |  |
| Lewandowski 77’ | Marcatori |  |

| Arbitro: | Gräfe (Berlino) |

|           |           |                       |
| Farfán 9’ | Marcatori | 17’ Piszczek 63’ Kehl |

| Arbitro: | Meyer (Burgdorf) |

|                        |           |  |
| Perišić 23’ Kagawa 59’ | Marcatori |  |

| Arbitro: | Schmidt (Stoccarda) |

|                               |           |                                             |
| Santana 16’ (aut.) De Wit 49’ | Marcatori | 18’, 26’, 55’ Barrios 33’ Götze 76’ Perišić |

| Arbitro: | Sippel (Monaco di Baviera) |

|                                             |           |  |
| Błaszczykowski 5’, 39’ Lewandowski 20’, 27’ | Marcatori |  |

### Coppa di Germania
| Arbitro: | Christ (Münchweiler) |

|  |           |                                 |
|  | Marcatori | 10’, 90’ Lewandowski 56’ Kagawa |

| Arbitro: | Gagelmann (Brema) |

|                           |           |  |
| Lewandowski 31’ Götze 65’ | Marcatori |  |

| Arbitro: | Gräfe (Berlino) |

|                                            |                      |                                              |
| Jovanović Langeneke Lambertz Bröker Rösler | Tiri di rigore 4 – 5 | Hummels Błaszczykowski Kehl Gündoğan Perišić |

| Arbitro: | Zwayer (Berlino) |

|  |           |                                                    |
|  | Marcatori | 11’ Lewandowski 18’ Kagawa 80’ Barrios 87’ Perišić |

| Arbitro: | Meyer (Burgdorf) |

|  |           |               |
|  | Marcatori | 120’ Gündoğan |

| Arbitro: | Gagelmann (Brema) |

|                                                        |           |                              |
| Kagawa 3’ Hummels 41’ (rig.) Lewandowski 45’, 58’, 81’ | Marcatori | 25’ (rig.) Robben 75’ Ribéry |

### Supercoppa di Germania
| Arbitro: | Kircher (Rottenburg) |

|                           |                      |                                             |
| Holtby Edu Höwedes Jurado | Tiri di rigore 4 – 3 | Gündoğan Hummels Großkreutz Leitner Perišić |

### Champions League
| Arbitro: | Rocchi (Firenze) |

|             |           |                |
| Perišić 88’ | Marcatori | 42’ van Persie |

| Arbitro: | Eriksson (Sigtuna) |

|                               |           |  |
| Ayew 20’, 69’ (rig.) Rémy 62’ | Marcatori |  |

| Arbitro: | Nijhuis (Enschede) |

|                                     |           |                 |
| Holebas 8’ Djebbour 40’ Modesto 78’ | Marcatori | 26’ Lewandowski |

| Arbitro: | Bezborodov (San Pietroburgo) |

|               |           |  |
| Großkreutz 7’ | Marcatori |  |

| Arbitro: | De Bleeckere (Oudenaarde) |

|                     |           |            |
| van Persie 49’, 86’ | Marcatori | 90’ Kagawa |

| Arbitro: | Webb (Rotherham) |

|                                       |           |                                |
| Błaszczykowski 23’ Hummels 32’ (rig.) | Marcatori | 45’ Rémy 85’ Ayew 87’ Valbuena |

## Statistiche

### Statistiche di squadra
| Competizione           | Punti | In casa | In casa | In casa | In casa | In casa | In casa | In trasferta | In trasferta | In trasferta | In trasferta | In trasferta | In trasferta | Totale | Totale | Totale | Totale | Totale | Totale | DR  |
| Competizione           | Punti | G       | V       | N       | P       | Gf      | Gs      | G            | V            | N            | P            | Gf           | Gs           | G      | V      | N      | P      | Gf     | Gs     | DR  |
| ---------------------- | ----- | ------- | ------- | ------- | ------- | ------- | ------- | ------------ | ------------ | ------------ | ------------ | ------------ | ------------ | ------ | ------ | ------ | ------ | ------ | ------ | --- |
| Bundesliga             | 81    | 17      | 14      | 2       | 1       | 44      | 12      | 17           | 11           | 4            | 2            | 36           | 13           | 34     | 25     | 6      | 3      | 80     | 25     | +55 |
| Coppa di Germania      | -     | 2       | 2       | 0       | 0       | 7       | 2       | 4            | 3            | 1            | 0            | 8            | 0            | 6      | 5      | 1      | 0      | 15     | 2      | +13 |
| Supercoppa di Germania | -     | 0       | 0       | 0       | 0       | 0       | 0       | 1            | 0            | 1            | 0            | 0            | 0            | 1      | 0      | 1      | 0      | 0      | 0      | 0   |
| Champions League       | -     | 3       | 1       | 1       | 1       | 4       | 4       | 3            | 0            | 0            | 3            | 2            | 8            | 6      | 1      | 1      | 4      | 6      | 12     | -6  |
| Totale                 | -     | 22      | 17      | 3       | 2       | 55      | 18      | 25           | 14           | 6            | 5            | 46           | 21           | 47     | 31     | 9      | 7      | 101    | 39     | +62 |

### Andamento in campionato
| Giornata  | 1 | 2 | 3 | 4 | 5  | 6  | 7 | 8 | 9 | 10 | 11 | 12 | 13 | 14 | 15 | 16 | 17 | 18 | 19 | 20 | 21 | 22 | 23 | 24 | 25 | 26 | 27 | 28 | 29 | 30 | 31 | 32 | 33 | 34 |
| --------- | - | - | - | - | -- | -- | - | - | - | -- | -- | -- | -- | -- | -- | -- | -- | -- | -- | -- | -- | -- | -- | -- | -- | -- | -- | -- | -- | -- | -- | -- | -- | -- |
| Luogo     | C | T | C | T | C  | T  | T | C | T | C  | T  | C  | T  | C  | T  | C  | T  | T  | C  | T  | C  | T  | C  | C  | T  | C  | T  | C  | T  | C  | T  | C  | T  | C  |
| Risultato | V | P | V | N | P  | P  | V | V | V | V  | N  | V  | V  | V  | N  | N  | V  | V  | V  | V  | V  | V  | V  | V  | N  | V  | V  | N  | V  | V  | V  | V  | V  | V  |
| Posizione | 3 | 7 | 6 | 6 | 11 | 11 | 8 | 6 | 3 | 2  | 3  | 2  | 2  | 1  | 2  | 2  | 2  | 2  | 2  | 1  | 1  | 1  | 1  | 1  | 1  | 1  | 1  | 1  | 1  | 1  | 1  | 1  | 1  | 1  |

Legenda:

Luogo: C = Casa; T = Trasferta. Risultato: V = Vittoria; N = Pareggio; P = Sconfitta.

### Statistiche dei giocatori
| Giocatore         | Bundesliga | Bundesliga | Bundesliga  | Bundesliga | Coppa di Germania | Coppa di Germania | Coppa di Germania | Coppa di Germania | Supercoppa di Germania | Supercoppa di Germania | Supercoppa di Germania | Supercoppa di Germania | Champions League | Champions League | Champions League | Champions League | Totale   | Totale | Totale      | Totale     |
| Giocatore         | Presenze   | Reti       | Ammonizioni | Espulsioni | Presenze          | Reti              | Ammonizioni       | Espulsioni        | Presenze               | Reti                   | Ammonizioni            | Espulsioni             | Presenze         | Reti             | Ammonizioni      | Espulsioni       | Presenze | Reti   | Ammonizioni | Espulsioni |
| ----------------- | ---------- | ---------- | ----------- | ---------- | ----------------- | ----------------- | ----------------- | ----------------- | ---------------------- | ---------------------- | ---------------------- | ---------------------- | ---------------- | ---------------- | ---------------- | ---------------- | -------- | ------ | ----------- | ---------- |
| M. Bakalorz       | -          | -          | -           | -          | -                 | -                 | -                 | -                 | -                      | -                      | -                      | -                      | -                | -                | -                | -                | -        | -      | -           | -          |
| L. Barrios        | 18         | 4          | 1           | 0          | 4                 | 1                 | 1                 | 0                 | -                      | -                      | -                      | -                      | 3                | 0                | 0                | 0                | 25       | 5      | 2           | 0          |
| S. Bender         | 24         | 1          | 2           | 0          | 3                 | 0                 | 0                 | 0                 | 1                      | 0                      | 0                      | 0                      | 4                | 0                | 1                | 0                | 32       | 1      | 3           | 0          |
| J. Błaszczykowski | 29         | 6          | 0           | 0          | 6                 | 0                 | 0                 | 0                 | -                      | -                      | -                      | -                      | 5                | 1                | 0                | 0                | 40       | 7      | 0           | 0          |
| T. Boyd           | -          | -          | -           | -          | -                 | -                 | -                 | -                 | -                      | -                      | -                      | -                      | -                | -                | -                | -                | -        | -      | -           | -          |
| J. Focher         | -          | -          | -           | -          | -                 | -                 | -                 | -                 | -                      | -                      | -                      | -                      | -                | -                | -                | -                | -        | -      | -           | -          |
| M. Götze          | 17         | 6          | 3           | 1          | 2                 | 1                 | 0                 | 0                 | 1                      | 0                      | 0                      | 0                      | 6                | 0                | 0                | 0                | 26       | 7      | 3           | 1          |
| K. Großkreutz     | 31         | 7          | 1           | 0          | 6                 | 0                 | 0                 | 0                 | 1                      | 0                      | 1                      | 0                      | 5                | 1                | 0                | 0                | 43       | 8      | 2           | 0          |
| İ. Gündoğan       | 28         | 3          | 2           | 0          | 5                 | 1                 | 0                 | 0                 | 1                      | 0                      | 0                      | 0                      | 2                | 0                | 0                | 0                | 36       | 4      | 2           | 0          |
| M. Hummels        | 33         | 1          | 1           | 0          | 6                 | 1                 | 1                 | 0                 | 1                      | 0                      | 0                      | 0                      | 6                | 1                | 1                | 0                | 46       | 3      | 3           | 0          |
| S. Kagawa         | 31         | 13         | 1           | 0          | 5                 | 3                 | 0                 | 0                 | 1                      | 0                      | 0                      | 0                      | 6                | 1                | 0                | 0                | 43       | 17     | 1           | 0          |
| S. Kehl           | 27         | 3          | 8           | 0          | 6                 | 0                 | 1                 | 0                 | 1                      | 0                      | 0                      | 0                      | 5                | 0                | 0                | 0                | 39       | 3      | 9           | 0          |
| J. Koch           | -          | -          | -           | -          | -                 | -                 | -                 | -                 | -                      | -                      | -                      | -                      | -                | -                | -                | -                | -        | -      | -           | -          |
| F. Kringe         | 1          | 0          | 0           | 0          | 1                 | 0                 | 0                 | 0                 | -                      | -                      | -                      | -                      | -                | -                | -                | -                | 2        | 0      | 0           | 0          |
| M. Langerak       | 2          | 0          | 0           | 0          | 3                 | 0                 | 0                 | 0                 | -                      | -                      | -                      | -                      | -                | -                | -                | -                | 5        | 0      | 0           | 0          |
| M. Leitner        | 17         | 0          | 0           | 0          | 2                 | 0                 | 0                 | 0                 | 1                      | 0                      | 0                      | 0                      | 3                | 0                | 0                | 0                | 23       | 0      | 0           | 0          |
| R. Lewandowski    | 34         | 22         | 4           | 0          | 6                 | 7                 | 1                 | 0                 | 1                      | 0                      | 0                      | 0                      | 6                | 1                | 0                | 0                | 47       | 30     | 5           | 0          |
| C. Löwe           | 7          | 0          | 0           | 0          | 2                 | 0                 | 0                 | 0                 | 1                      | 0                      | 0                      | 0                      | 1                | 0                | 0                | 0                | 11       | 0      | 0           | 0          |
| P. Owomoyela      | 11         | 1          | 0           | 0          | 1                 | 0                 | 0                 | 1                 | -                      | -                      | -                      | -                      | -                | -                | -                | -                | 12       | 1      | 0           | 1          |
| I. Perišić        | 28         | 7          | 1           | 1          | 6                 | 1                 | 0                 | 0                 | 1                      | 0                      | 0                      | 0                      | 6                | 1                | 1                | 0                | 41       | 9      | 2           | 1          |
| Ł. Piszczek       | 32         | 4          | 1           | 0          | 6                 | 0                 | 0                 | 0                 | 1                      | 0                      | 0                      | 0                      | 6                | 0                | 0                | 0                | 45       | 4      | 1           | 0          |
| F. Santana        | 13         | 1          | 1           | 0          | -                 | -                 | -                 | -                 | 1                      | 0                      | 0                      | 0                      | 3                | 0                | 1                | 0                | 17       | 1      | 2           | 0          |
| M. Schmelzer      | 28         | 1          | 4           | 0          | 4                 | 0                 | 0                 | 0                 | -                      | -                      | -                      | -                      | 5                | 0                | 3                | 0                | 37       | 1      | 7           | 0          |
| A. Silva          | 5          | 0          | 0           | 0          | -                 | -                 | -                 | -                 | -                      | -                      | -                      | -                      | 1                | 0                | 0                | 0                | 6        | 0      | 0           | 0          |
| N. Subotić        | 25         | 0          | 4           | 0          | 5                 | 0                 | 2                 | 0                 | -                      | -                      | -                      | -                      | 4                | 0                | 0                | 0                | 34       | 0      | 6           | 0          |
| M. Vrančić        | -          | -          | -           | -          | -                 | -                 | -                 | -                 | -                      | -                      | -                      | -                      | -                | -                | -                | -                | -        | -      | -           | -          |
| R. Weidenfeller   | 32         | 0          | 0           | 0          | 4                 | 0                 | 2                 | 0                 | 1                      | 0                      | 0                      | 0                      | 6                | 0                | 0                | 0                | 43       | 0      | 2           | 0          |
| M. Zidan          | 2          | 0          | 0           | 0          | -                 | -                 | -                 | -                 | -                      | -                      | -                      | -                      | 1                | 0                | 0                | 0                | 3        | 0      | 0           | 0          |